# ماجرا (فیلم ۱۹۴۵)
ماجرا (انگلیسی: Adventure) یک فیلم درام و رمانتیک به کارگردانی ویکتور فلمینگ است که در سال ۱۹۴۵ منتشر شد. این فیلم بر پایهٔ رمانی از «کلاید براین دیویس» ساخته شده و دربارهٔ ملوانی است که عاشق یک کتابدار می‌شود و اولین فیلمی است که کلارک گیبل پس از جنگ جهانی دوم بازی کرد.

## بازیگران
- کلارک گیبل
- گریر گارسون
- جوان بلوندل
- توماس میچل
- تام تالی
- هری دونپورت
- ریچارد هایدن
- لینا رومای
- فیلیپ مریویل
- رابرت اِمِـت اوکانر
- دارسی کوریگان
- بایرون فولگر
- فرانک هاگنی